# Завадскје
Завадскје (пољ. Zawadzkie) град је у Пољској у Војводству опољском. По подацима из 2012. године број становника у месту је био 7703.

## Становништво
| 2012. |
| ----- |
| 7.703 |

## Партнерски градови
- Ибигау-Варенбрик